# Callopistria rechingeri
Callopistria rechingeri là một loài bướm đêm trong họ Noctuidae.